# Carl-Axel Hallgren
Carl-Axel Hallgren, född 13 juni 1918 i Södertälje, död 7 april 1987 i Stockholm, var en svensk skådespelare och operasångare (baryton).
Hallgren studerade vid Musikkonservatoriet 1937–1939 i Stockholm och vid Kungliga Teaterns elevskola 1940–1942, där han studerade för bland andra Joseph Hislop, Andrejewa von Skilondz och Martin Öhman. Efter avslutade studier engagerades han vid Operan 1943, där han debuterat som Frédéric i Lakmé 1942. Hallgren kom att verka där i flera ledande roller fram till 1974, med kortare avbrott. Han framträdde även på Drottningholms slottsteater under 25 år.
Han gästspelade i Tyskland, England, Finland, Danmark, Norge och Italien.
Hallgren utnämndes till hovsångare 1973. Han var från 1941 gift med skådespelaren Siri Olson. De är begravda på Södertälje kyrkogård.

## Diskografi (urval)
- Mitt hjärtas melodi (Jules Sylvain – Karl Ewert); För kung och fosterland (Jules Sylvain - Ernst C:son Bredberg). Telefunken : A 5306. 78 v/m. Svensk mediedatabas.
- Löjtnantshjärtan. (Jules Sylvain – Lasse Dahlquist); Ja, då höjer vi bägaren för kvinnan. (Jules Sylvain – Ernst C:son Bredberg. Telefunken : A 5307. 78 v/m. Svensk mediedatabas.
- Pergolesi, Il Maestro Di Musica. Elisabeth Söderström med flera, dirigent Lamberto Gardelli.  Swedish Society Discofil SLT 1029. Även på CD: Swedish Society Discofil SCD 1029.
- Röster från Stockholmsoperan under 100 år. HMV 7C 153-35350. Svensk mediedatabas.
- Verdi, Rigoletto, Jussi Björling med flera. Kurt Bendix, dir. Stockholm Royal Opera Chorus and Orchestra. Blubell CD. www.amazon.de Läst 22 januari 2012.

## Filmografi
- 1936 – Fröken blir piga
- 1939 – Filmen om Emelie Högqvist
- 1939 – Frun tillhanda
- 1940 – Kronans käcka gossar
- 1940 – Familjen Björck
- 1942 – Löjtnantshjärtan
- 1942 – Jacobs stege
- 1944 – Prins Gustaf
- 1945 – Den allvarsamma leken
- 1954 – Simon syndaren
- 1958 – Fröken April
- 1960 – Carmen (TV)
- 1963 – Svärdet i stenen

## Radioteater

### Roller
| År   | Roll | Produktion                                              | Regi        |
| ---- | ---- | ------------------------------------------------------- | ----------- |
| 1940 | Han  | Den undrande skogen Arne Wahlberg                       | Ernst Hauke |
| 1941 |      | Har den äran!, radiokabaret Nils Perne och Sven Paddock |             |